# Acalolepta griseipennis
Acalolepta griseipennis là một loài bọ cánh cứng trong họ Cerambycidae.